# Powellisetia unicarinata
Powellisetia unicarinata är en snäckart som först beskrevs av Powell 1930.  Powellisetia unicarinata ingår i släktet Powellisetia och familjen Rissoidae. Inga underarter finns listade i Catalogue of Life.